# Левчук, Семён Лукьянович
Семён Лукьянович Левчук (3 ноября 1918, Мишурин Рог, Екатеринославская губерния — 16 марта 2005, Днепродзержинск, Днепропетровская область) — полковник Советской Армии, участник Великой Отечественной войны, Герой Советского Союза (1944).

## Биография
Семён Левчук родился 3 ноября 1918 года в селе Мишурин Рог (ныне — Верхнеднепровский район Днепропетровской области Украины). После окончания семи классов школы и школы фабрично-заводского ученичества в Днепродзержинске работал в доменном цехе Днепродзержинского металлургического завода. Параллельно с работой занимался в аэроклубе. В 1939 году Левчук был призван на службу в Рабоче-крестьянскую Красную Армию. В 1940 году он окончил Балашовскую военную авиационную школу лётчиков. С ноября 1942 года — на фронтах Великой Отечественной войны.
К сентябрю 1944 года гвардии старший лейтенант Семён Левчук командовал звеном 20-го гвардейского авиаполка 3-й гвардейской авиадивизии 3-го гвардейского авиакорпуса АДД СССР. К тому времени он совершил 172 боевых вылета в тёмное время суток на аэрофотосъёмку и бомбардировку скоплений боевой техники и живой силы противника, его важных объектов.
Указом Президиума Верховного Совета СССР от 5 ноября 1944 года за «образцовое выполнение заданий командования и проявленные при этом мужество и героизм» гвардии старший лейтенант Семён Левчук был удостоен высокого звания Героя Советского Союза с вручением ордена Ленина и медали «Золотая Звезда» за номером 5131.
После окончания войны Левчук продолжил службу в Советской Армии. В 1948 году он окончил Высшую офицерскую лётно-тактическую школу. В 1959 году в звании полковника Левчук был уволен в запас. Вернулся в Днепродзержинск. Скончался 16 марта 2005 года, похоронен в Днепродзержинске.
Был награждён двумя орденами Ленина, двумя орденами Красного Знамени, орденами Александра Невского, Отечественной войны 1-й степени и Красной Звезды, рядом медалей.